# Cachoeira da Jiboia

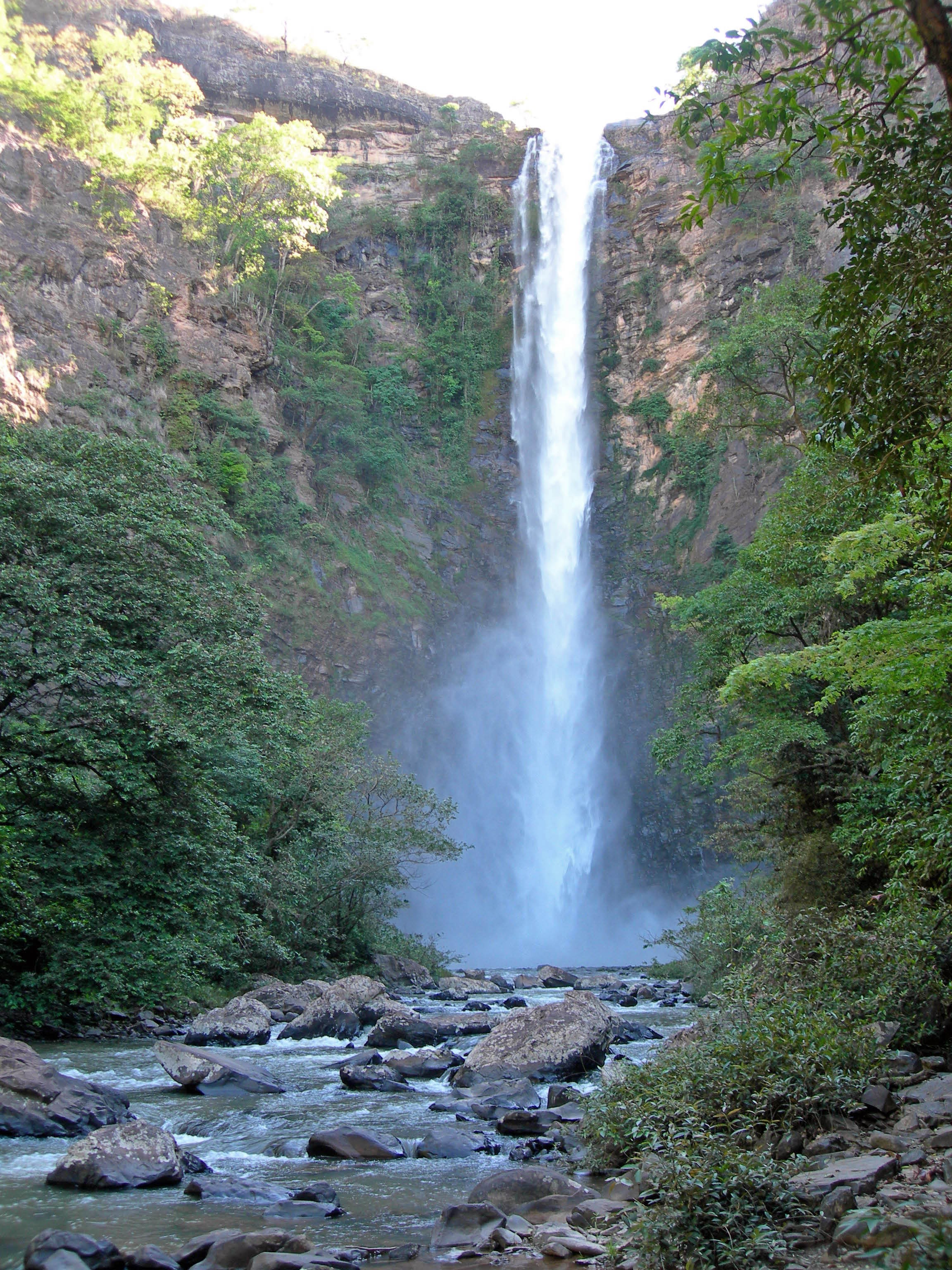
Cachoeira da Jiboia

A Cachoeira da Jiboia é uma queda-d'água brasileira situada em Minas Gerais, na divisa dos municípios Unaí e Uruana de Minas.
Sua queda, com cerca de 144 metros de altura (que atrai praticantes de rapel), termina em um poço com diâmetro de 30 metros que, no inverno, exibe tonalidades esverdeadas.
Suas paredes, de vegetação espessa, abrigam centenas de andorinhões.